# Afonso Arinos de Melo Franco (sobrinho)
Afonso Arinos de Melo Franco GCC (Belo Horizonte, 27 de novembro de 1905 — Rio de Janeiro, 27 de agosto de 1990) foi um jurista, político, historiador, professor, ensaísta e crítico brasileiro. Destaca-se pela autoria da Lei Afonso Arinos contra a discriminação racial em 1951. Ocupou a Cadeira 25 da Academia Brasileira de Letras, onde foi eleito em 23 de janeiro de 1958.

## Vida
Filho de Afrânio de Mello Franco e de Sylvia Alvim de Mello Franco e sobrinho do escritor Afonso Arinos, casou-se com Ana Guilhermina da Silva Pereira (neta materna do Presidente Rodrigues Alves), com quem teve dois filhos, Affonso Arinos Filho e Francisco Manoel. Era ainda irmão de Virgílio Alvim de Mello Franco.
Formou-se em 1927 na Faculdade de Direito do Rio de Janeiro (atual Faculdade Nacional de Direito da UFRJ - Universidade Federal do Rio de Janeiro), começando a carreira como promotor de justiça da Comarca de Belo Horizonte. Viajou para Genebra, a fim de aperfeiçoar seus estudos. De retorno ao Brasil em 1936, iniciou a carreira de professor na antiga Universidade do Distrito Federal, atual Universidade do Estado do Rio de Janeiro ministrando aulas de História do Brasil. Atuou ainda como professor no exterior, ministrando cursos de História Econômica do Brasil na Universidade de Montevidéu em 1938; curso na Sorbonne, em Paris, sobre cultura brasileira em 1939 e cursos de literatura na Faculdade de Letras da Universidade de Buenos Aires, em 1944.
Em 1946 foi nomeado professor de História do Brasil do Instituto Rio Branco, instituto este responsável pela formação e aperfeiçoamento profissional dos diplomatas de carreira do governo brasileiro. Foi catedrático de Direito Constitucional na Universidade do Estado do Rio de Janeiro e na Universidade do Brasil.

### Carreira política

Afonso Arinos de Melo Franco com o Presidente Getúlio Vargas, 1953. Arquivo Nacional.

Em 1943, Afonso Arinos foi um dos signatários do Manifesto dos Mineiros, documento que circulou como carta aberta à população brasileira, pedindo a restauração da democracia e o fim do Estado Novo. A carreira política de Afonso Arinos começou em 1947, quando foi eleito deputado federal por Minas Gerais em três legislaturas (de 1947 a 1958). Foi líder da União Democrática Nacional até 1956, e depois líder do bloco da oposição ao Governo Kubitschek até 1958. Dois fatos, sobretudo, marcaram fortemente a sua presença na Câmara dos Deputados: a autoria da lei contra a discriminação racial, que tomou o seu nome (Lei n. 1 390, de 3 de julho de 1951) e o célebre discurso, pronunciado em 9 de agosto de 1954, pedindo a renúncia do Presidente Getúlio Vargas. Quinze dias depois o presidente suicidou-se no Palácio do Catete.
Em 1958 foi eleito senador pelo antigo Distrito Federal, hoje Estado do Rio de Janeiro. Permaneceu no Senado até 1966, mas afastou-se duas vezes do cargo para assumir o Ministério das Relações Exteriores, no governo Jânio Quadros, no qual implementou a Política Externa Independente (PEI) e no regime parlamentarista do primeiro-ministro Francisco Brochado da Rocha (1963).
Foi o primeiro chanceler brasileiro a visitar a África, estando no Senegal do então Presidente Léopold Sédar Senghor (1961). Chefiou a delegação do Brasil nas Nações Unidas, durante as Assembleias Gerais de 1961 e 1962. Foi embaixador extraordinário, participando do Concílio Vaticano II (1962), terminando com a Chefia da delegação brasileira à Conferência do Desarmamento, em Genebra (1963). 
Durante o golpe de Estado de 1964, foi nomeado Secretário sem Pasta do governador de Minas Gerais José de Magalhães Pinto. Nessa função, representaria no exterior a sublevação em curso no estado, sendo o "primeiro chanceler da República fora do Itamarati". Desse posto, conseguiria o reconhecimento internacional do estado de beligerância no Brasil, o que permitiria o apoio logístico estrangeiro aos revoltosos. Esse papel foi admitido pessoalmente, com a promessa de que iria a fundo no terceiro volume de suas memórias, o que não chegou a fazer. Para o historiador Carlos Fico, esse seria um tópico constrangedor, ainda mais pela possibilidade de que o autor assumiu a responsabilidade sem saber que o apoio externo já estava previamente negociado.
Ainda durante o golpe, recebeu um telefonema de seu amigo San Tiago Dantas, integrante do círculo do presidente João Goulart, que buscava uma saída negociada para a crise. Dantas foi então informado que os Estados Unidos dariam reconhecimento a um governo paralelo formado pelos sublevados. Essa informação foi repassada ao presidente e influenciou na sua decisão de deixar o Rio de Janeiro.
É de sua autoria o capítulo sobre declaração de direitos que consta da Constituição de 1967. Em 5 de abril de 1975 foi agraciado com a Grã-Cruz da Ordem Militar de Cristo de Portugal.

Enterro de Carlos Luz. Em destaque, ao lado do caixão: Afonso Arinos e Carlos Lacerda.

Foi nomeado pelo presidente José Sarney, presidente da Comissão Provisória de Estudos Constitucionais (denominada Comissão Afonso Arinos), criada pelo Decreto n. 91 450 de 18 de julho de 1985, com o objetivo de preparar um anteprojeto que deveria servir de texto básico para a elaboração da nova Constituição. E, em 1986, aos 81 anos, elegeu-se senador pelo Partido da Frente Liberal. Enquanto membro do Congresso Nacional, integrou a Assembleia Nacional Constituinte de 1987-1988, sendo o constituinte mais idoso. Em 5 de outubro de 1988, proferiu, como representante dos constituintes, o primeiro dos três discursos que marcaram a solenidade de promulgação da atual Constituição do Brasil.
Foi membro do Instituto dos Advogados Brasileiros, sócio efetivo do Instituto Histórico e Geográfico Brasileiro, membro do Conselho Federal de Cultura (nomeado em 1967, quando da sua criação, e reconduzido em 1973) e também ocupou a cadeira número 34 da Academia Mineira de Letras. Foi também Professor Titular de Direito Constitucional na Universidade do Estado do Rio de Janeiro (UERJ).
Morreu em pleno exercício do mandato de senador, em 1990. À época encontrava-se filiado ao Partido da Social Democracia Brasileira (PSDB), por defender este em seu programa partidário a implantação do parlamentarismo no país.

## Prêmios e títulos
- Professor emérito da Universidade Federal do Rio de Janeiro e da Universidade Estadual do Rio de Janeiro;
- Intelectual do Ano em 1973 (Prêmio Juca Pato, da Sociedade Paulista de Escritores);
- Prêmio Luísa Cláudio de Sousa, do Pen Clube do Brasil, pela sua biografia de Rodrigues Alves.

### Prêmio Jabuti
Recebeu o Prêmio Jabuti, da Câmara Brasileira do Livro, por duas vezes, quando da publicação de dois dos seus volumes de memórias: em 1969, por Planalto, e 1977, por Alto-mar maralto.

## Academia Brasileira de Letras
Em 19 de julho de 1958 tomou posse da cadeira 25 da Academia Brasileira de Letras, recebido pelo acadêmico Manuel Bandeira.

## Obras
História
- O índio brasileiro e a Revolução Francesa; as origens brasileiras da teoria da bondade natural. Estudo da influência do indígena brasileiro sobre a crença, defendida por Jean-Jacques Rousseau, na bondade natural do homem (1937)[9]
- Síntese da história econômica do Brasil (1938)
- Um soldado do Reino e do Império; vida do Marechal Callado. Biografia do bisavô João Chrisostomo Callado (1942)[10]
- Homens e temas do Brasil (1944)
- Desenvolvimento da civilização material no Brasil (1944)
- História do Banco do Brasil. Primeira fase: 1808-1835 (1944)
- Um estadista da República: Afrânio de Melo Franco e seu tempo (1955)
- História do povo brasileiro; fase nacional. Em colaboração com Antonio Houaiss e Francisco de Assis Barbosa, 3 vols. (1968)
- História das idéias políticas no Brasil (1972)
- Rodrigues Alves; apogeu e declínio do presidencialismo, 2 vols. (1973)

Direito
- Responsabilidade criminal das pessoas jurídicas (1930)
- As leis complementares da Constituição. Tese de concurso à cadeira de Direito Constitucional apresentada à Faculdade de Direito do Rio de Janeiro (1948)
- História e teoria do partido político no Direito Constitucional brasileiro. Tese de concurso à cadeira de Direito Constitucional apresentada à Faculdade Nacional de Direito (1948)
- Curso de Direito Constitucional I. Teoria geral (1958)
- II Formação constitucional do Brasil (1960)
- Instituições políticas no Brasil e nos Estados Unidos. Direito comparado (1974)
- Direito Constitucional. Teoria da Constituição (1976)

Política
- Introdução à realidade brasileira (1933)
- Preparação ao nacionalismo (1934)
- Conceito de civilização brasileira (1936)[11]
- Parlamentarismo ou presidencialismo? (1958)
- Evolução da crise brasileira (1965)[12]
- Problemas políticos brasileiros (1976)

Memórias
- A alma do tempo. Formação e mocidade (1961)
- A escalada. Carreira política da redemocratização pós-Estado Novo à eleição de Jânio Quadros) (1965)
- Planalto. Continuação da carreira política, de Ministro das Relações Exteriores até o final do mandato de Senador pela Guanabara (1968)
- Alto-mar maralto. Diário após se despedir da vida política  (1976)
- Diário de bolso seguido de retrato de noiva. Volume reunindo seu derradeiro diário (Diário de bolso) com as cartas de noivado trocadas com Anah (Retrato de noiva) (1979)

Crítica literária
- Espelho de três faces (1937)
- Idéia e tempo (1939)
- Mar de sargaços (1944)
- Portulano (1945)
- Algunos aspectos de la literatura brasileña. Aulas dadas no fim de 1944 na Faculdade de Filosofia e Letras de Buenos Aires, versão castelhana de Raul Navarro (1945)[13]
- O som do outro sino (1978)

Outros
- Dirceu e Marília. Drama lírico em dois atos (1937)[10]
- Roteiro lírico de Ouro Preto, com ilustrações de Pedro Nava (1937)
- Amor a Roma (1982)[14]